# Howard Beach – JFK Airport
Howard Beach – JFK Airport – stacja metra nowojorskiego, na linii A. Znajduje się w dzielnicy Queens, w Nowym Jorku i zlokalizowana jest pomiędzy stacjami Aqueduct – North Conduit Avenue i Broad Channel. Została otwarta 28 czerwca 1956.